# Mikhaïl Mouraviov-Vilenski
Pour les articles homonymes, voir Mouraviov.

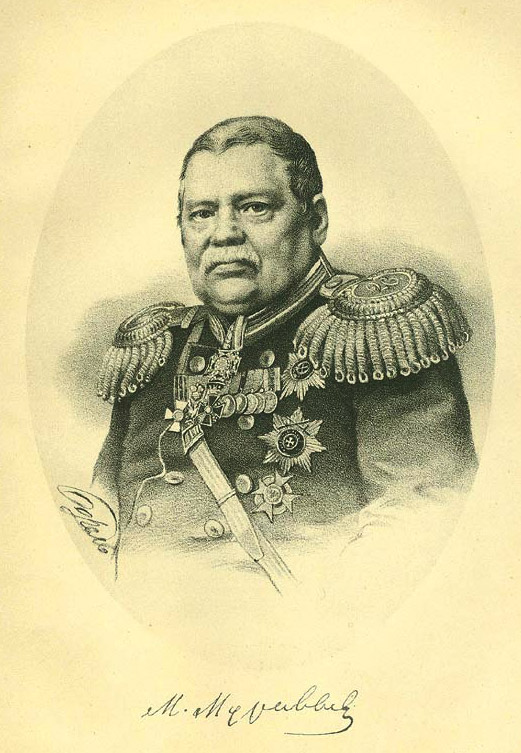
Portrait du général Mouraviov-Vilenski

Mikhaïl Nikolaïevitch Mouraviov-Vilenski (en russe : Михаил Николаевич Муравьёв-Виленский), né le 1er (12) octobre 1796 à Moscou et mort le 29 (10 septembre) août 1866 à Saint-Pétersbourg, est un homme d'État de la Russie impériale. Comte et général d'infanterie, il est fait en plus comte Vilenski (littéralement comte de Vilna, nom officiel à l'époque de Vilnius) en 1865. Il était gouverneur du gouvernement de Wilna, correspondant en partie à l'ancien grand-duché de Lituanie et avait sa résidence au palais actuel de Vilnius.

## Biographie
Il est né à Moscou dans la famille d'un officier de marine. Il étudie à l'université de Moscou, fonde la Société des mathématiciens de Moscou, puis, avec son père, l'école des officiers d'état-major, prototype de la future Académie de l'état-major.
Il a participé à la guerre de 1812, pour sa participation à la bataille de la Moskova, il a reçu le diplôme de l'Ordre de Vladimir IV avec un arc. En 1813, il participe à la « Bataille des Nations ».

## Frères
- Général Alexandre Mouraviov (1792-1863)
- Général Nikolaï Mouraviov-Karsski (1794-1866)
- Andreï Mouraviov (1806-1874)